# Emirat de Mértola
La taifa de Màrtula o emirat de Mértola (transcrit també Mírtula, Màrtula o Martulah), fou un estat islàmic que va existir en Gharb al-Àndalus (sud de l'actual Portugal i oest d'Andalusia), entre els anys 1033-1044. El territori s'estenia per ambdues vores del riu Guadiana, en la zona oriental de l'actual districte de Beja, amb capital en Mértola (àrab: مارتلة, Mārtula).

## Història
Al final segle ix va estar en poder d'un cap local, Abd-al-Màlik ibn Abi-l-Jawad que va fer aliança als emirs de Badajoz i d'Ocsonoba, i va fer front a l'emir de Còrdova Abd-Al·lah ibn Muhàmmad ibn Abd-ar-Rahman (888-912).
Arran la descomposició del Califat de Còrdova, Ibn Tayfur, un notable local de la dinastia Banu Tayfur, cap a 1033, va prendre el poder en Mértola. Com altres petites taifes de la zona, va despertar les apetències d'al-Mútadid de Sevilla, que la va atacar i annexionar en 1044.
La ciutat tornaria a ser cap d'un estat sobirà conegut com a imamat de Mértola després de la dominació dels almoràvits.

## Imamat de Mértola
Fou fundat per Abu-l-Qàssim Àhmad ibn Hussayn ibn Qassi, un cap de banda religioso-política organitzada en una ràbita a Silves (1142). El 14 d'agost de 1144 (12 safar 539) un destacament de 60 dels seus muriduns (aspirants a la vida mística) manats per Ibn al-Kabila, va sorprendre per engany la fortalesa de Mértola on es va instal·lar Ibn Kasi sent reconegut imam pels seus partidaris. Dos caps rebels, Ibn Wazir i Ibn Múndhir, se li van unir i va dominar llavors Evora, Beja, Huelva, Niebla i Silves formant un regne amb Ibn Kasi com a sobirà amb títol d'imam, començant la revolta contra els almoràvits.
Fou annexionat el 1145 per Habin Haixam de l'emirat de Batalyaws, tot i que tornà ràpidament a la independència. Ibn Qassi va viatjar al Magrib, es va entrevistar amb el califa almohade Abu-Yaqub Yússuf ibn Abd-al-Mumin (1145) i va tornar amb tropes que el van ajudar a recuperar el seu regne i el domini de Jerez de la Frontera, Arcos de la Frontera, Ronda i Niebla.
El seu poder a Mértola i Silves estava completament supeditat als almohades i va decidir aliar-se amb Alfons I de Portugal i els portuguesos de Coïmbra vers el 1150 va intentar tractes amb Alfons I de Portugal. Això va molestar els seus súbdits i un grup d'homes el va assassinar el 1151. Els almohades van dominar Silves i després Beja i van seguir amb Mértola, Sevilla i Badajoz.

## Llista de sobirans
Banu Tayfur
- ibn Tayfur (1033?-1044)
- Annexió per Sevilla (1044)

Banu Qassi
- Abu-l-Qàssim Àhmad ibn Hussayn ibn Qassi (1144-1145)
- conquesta i annexió per l'emirat de Batalyaws (1145)
- Abu-l-Qàssim Àhmad ibn Hussayn ibn Qassi (segon govern) (1145-1151)
- annexió pels almohades (1151)